# Örnrocka
Örnrocka (Myliobatis aquila) är en broskfisk tillhörande familjen örnrockor som finns i östra Atlanten och västra Indiska oceanen.  

## Utseende
Örnrockan är en stor rocka med spetsiga vingar och en smal, svansliknande stjärt med en gifttagg vid basen. Färgen är gråbrun till gröngråbrun på ryggsidan, och vitaktig med grå kanter på buksidan.  Munnen är försedd med omkring 7 rader av platta tänder i varje käkhalva. Längden kan nå upp till 183 cm, och vikten till 14,5 kg. I Medelhavet har en kroppslängd av 150 cm (260 cm med den smala svansen inräknad) konstaterats.

## Vanor
Till skillnad med de flesta rockor, men i likhet med andra medlemmar av sin familj är arten inte enbart bottenlevande utan får betraktas som semipelagisk. Den föredrar sandiga och gyttjiga bottnar ner till 50 meter, där den ofta kan ses simmande tillsammans med andra örnrockor, men den har iakttagits ner till över 530 meters djup. Födan mestår av musslor, kräftdjur som sandkrabbor (släktet Emerita) och krabbor, samt små benfiskar.

### Fortplantning
Örnrockan, som föder levande ungar, blir könsmogen vid en längd av omkring 60 cm för honan och 40 cm för hanen. Lekperioden infaller mellan september och februari. Efter en dräktighetstid av 6 till 8 månader föder honan mellan 3 och 7 ungar.

## Utbredning
Arten finns i östra Atlanten från Nordsjön och södra Brittiska öarna via Medelhavet till Sydafrika, samt i västra Indiska oceanen från Sydafrika till Kenya. Den har påträffats ett fåtal gånger i danska, svenska och norska vatten.

## Kommersiell användning
Örnrockan anses som en god matfisk och den är föremål både för sportfiske och ett smärre, kommersiellt fiske, framför allt i Medelhavet men troligtvis också i de tropiska delarna av Atlanten.